# 索爾涅奇諾戈爾斯克區

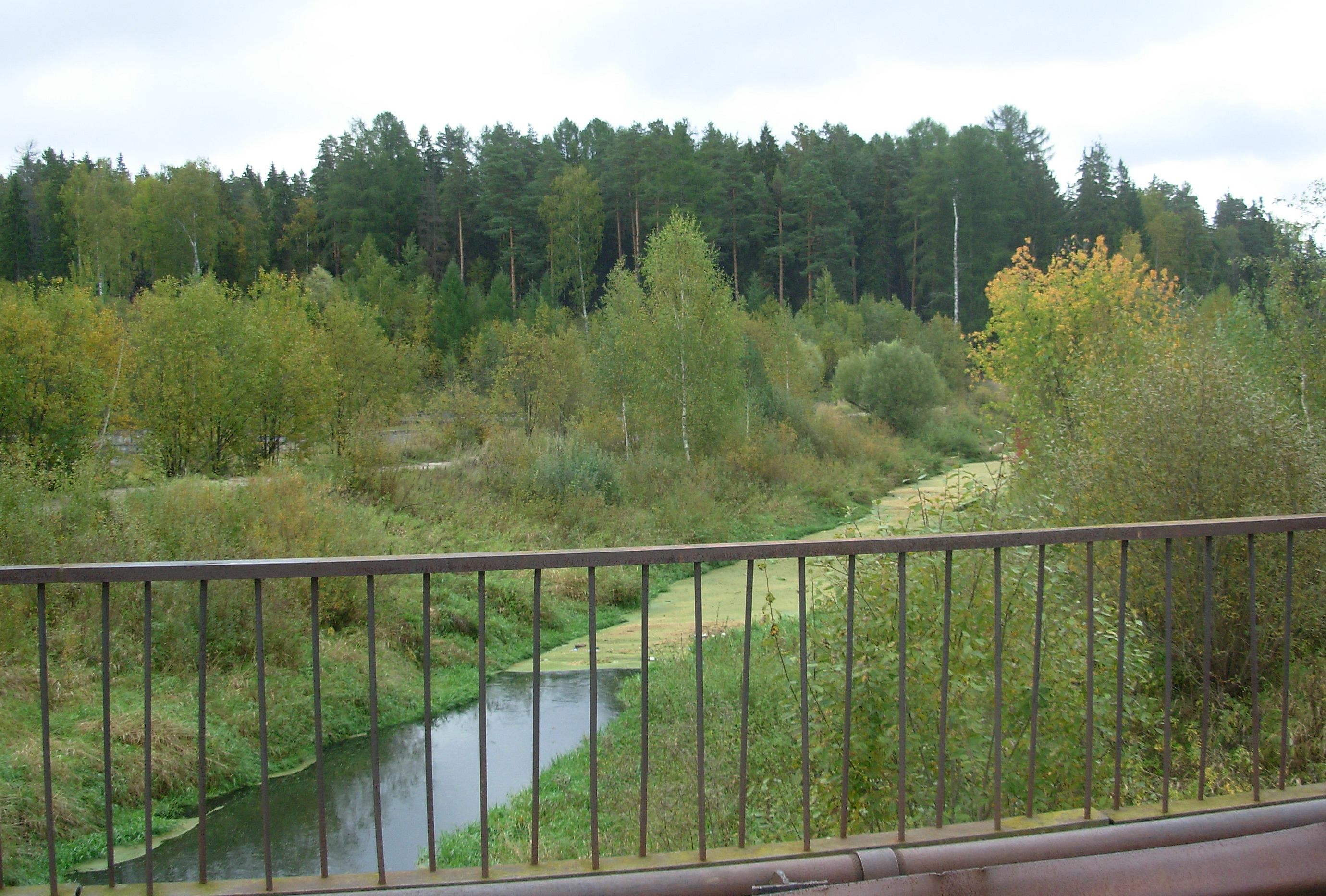

56°11′N 36°59′E / 56.183°N 36.983°E
索爾涅奇諾戈爾斯克區（俄语：Солнечногорский район），是俄羅斯的一個區，位於該國西部，由莫斯科州負責管轄，面積1,135.04平方公里，2010年人口128,580，人口密度每平方公里113.28人。